# Selma Burke
Selma Hortense Burke (Mooresville, Carolina del Norte, 31 de diciembre de 1900-New Hope, Pensilvania, 29 de agosto de 1995) fue una escultora y educadora estadounidense. Una de las pocas mujeres integrante del Renacimiento de Harlem. Burke es conocida por un retrato en bajorrelieve del presidente Franklin D. Roosevelt que inspiró el perfil que se encuentra en el anverso de la moneda estadounidense de diez centavos.

## Biografía

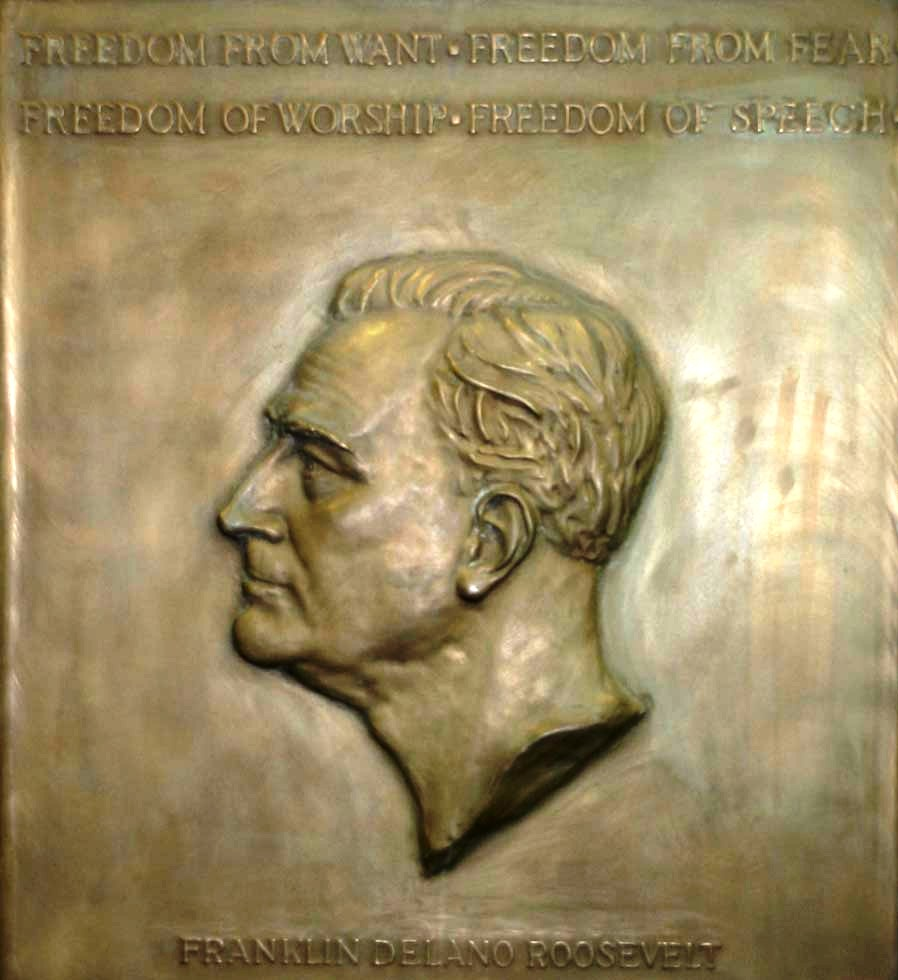
Placa de Roosevelt en el Registro de Contratos de construcción de Washington D.C

Nació en Mooresville, fue la séptima de los diez hijos de un ministro de la iglesia episcopal metodista africana en la zona rural de Carolina del Norte, Neal Burke, y Mary Jackson Burke. Desde temprano demostró un interés por el arte, comenzó moldeando pequeñas figuras de arcilla de las riberas del río cercano a su hogar. Sus padres insistieron en que estudiara una profesión más práctica, y se graduó en la Escuela de Formación para Enfermeros de St. Agnes en St. Augustine College en Raleigh en 1924 y luego en el Colegio Médico para Mujeres en Filadelfia. Después se mudó a Nueva York, donde encontró trabajo como enfermera privada.
A mediados de la década de 1920, Burke se convirtió en una de las pocas mujeres afroamericanas en alcanzar la fama durante el Renacimiento de Harlem, lo que atrajo la atención de la nación a muchos artistas y escritores negros. Enseñó en el Centro de Artes Comunitarias de Harlem, donde fue asesorada por la escultora Augusta Savage, considerada una de las artistas afroamericanas más influyentes de la década de 1930. También se unió al Harlem Artists Guild y trabajó para el Federal Art Project de la Works Progress Administration, que era un programa que “incorporó permanentemente las bellas artes a la cultura estadounidense”.
Comenzó en la Art Student's League de Nueva York y tomó cursos de arte en Sarah Lawrence College en Bronxville. Obtuvo su primer título de la Universidad Estatal de Winston-Salem en Carolina del Norte, prosiguió su labor artística, esculpiendo en su tiempo libre. Para 1935, sus logros como artista le valieron una beca de la Fundación Rosenwald y en 1936, una beca de la Fundación Boehler. Ambos premios le permitieron viajar dos veces a Europa donde estudió cerámica con Michael Powolny en Viena, con Henri Matisse y Aristide Maillol en París, culminando su Maestría en Bellas Artes por la Universidad de Columbia en 1941 con la ayuda de una beca y el premio Julius Rosenwald por un artículo que había escrito sobre materiales de escultura.

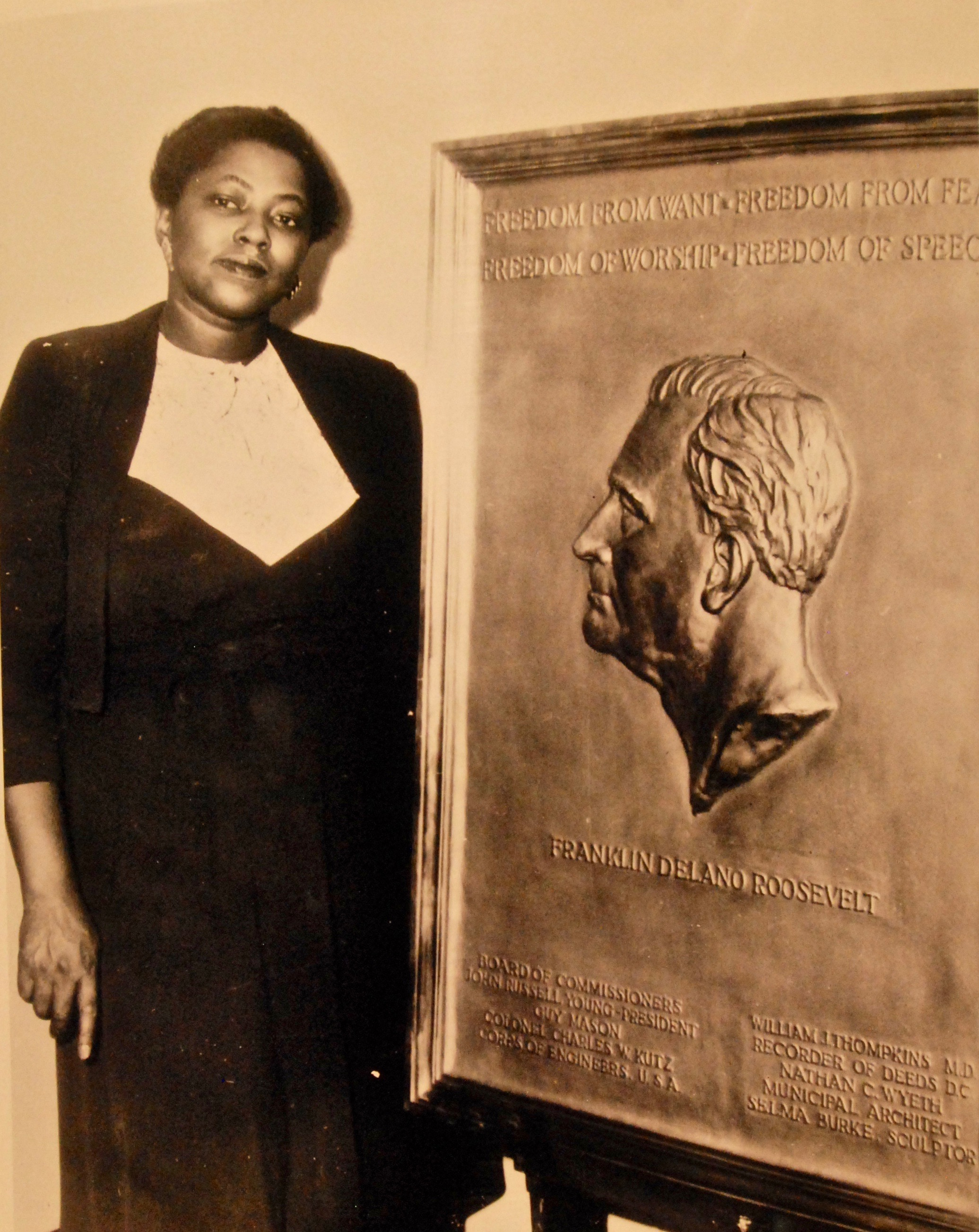
Selma Burke junto a la placa de Roosevelt

Burke fue elegida para esculpir un retrato del entonces presidente Franklin D. Roosevelt en 1943. «Burke originalmente había planeado crear el perfil a partir de fotografías, pero, al no poder encontrar una imagen adecuada en los periódicos o en los registros de la biblioteca, le escribió al presidente solicitando una sesión. El presidente Roosevelt le concedió una cita el 22 de febrero de 1944. Burke llegó a la Casa Blanca con solo un poco de carbón y un rollo de papel de estraza marrón y rápidamente produjo varios bocetos.»
La obra de Burke llamada "Franklin Delano Roosevelt y las cuatro libertades" fue seleccionada como el trabajo ganador en una competencia nacional premiada por la Comisión de Bellas Artes. Completado en 1944 (luego del fallecimiento de Roosevelt) la placa de bronce de 3,5 por 2,5 metros fue presentada ante el presidente Harry S. Truman el 24 de septiembre de 1945 en el Registro de Contratos de construcción en Washington D. C., donde todavía permanece hoy. Esta placa sirvió de inspiración a John R. Sinnock "para su diseño del anverso de la moneda de diez centavos de Roosevelt". La Administración Nacional de Archivos y Registros de la Biblioteca Franklin D. Roosevelt en Hyde Park, Nueva York, declaró que el retrato de diez centavos se originó con la escultura de Franklin Delano Roosevelt realizada por Selma Burke. Selma Burke nunca ha recibido el crédito adecuado por el retrato.
El trabajo de Burke ha sido descrito como neoclásico, y aunque su obra abarca principalmente bustos y torsos, su tendencia fue a interpretar más que a replicar modelos. Burke usó latón y bronce, alabastro y piedra caliza y otros materiales para crear muchas de sus obras. Además realizó otras esculturas de reconocidas figuras: el presidente Calvin Coolidge, John Brown, o retratos de prominentes figuras afroamericanas como la educadora Mary McLeod Bethune, Duke Ellington, y Booker T. Washington, entre otros.
«Entre sus obras más conocidas y emblemáticas se encuentran Falling Angles (sin fecha), que presenta a un ángel expulsado del paraíso; y Jim (sin fecha), con los rasgos faciales llamativos y fuertes propios de su estilo.»
Estuvo comprometida con la enseñanza del arte a los demás, con tal fin, desde 1940 hasta finales de la década de 1970, enseñó arte y escultura en los colegios Livingston, Swarthmore y Haverford. En 1940 creó la Escuela de Arte de Selma Burke en Nueva York y abrió el Centro de Arte Selma Burke en Pittsburgh, Pennsylvania en 1968, que funcionó hasta 1981.
La Fundación Andrew William Mellon seleccionó a Burke como consultora contratada de 1967 a 1976. También fue coordinadora de educación en el Carnegie Institute.
A la edad de 70 años, completó un Doctorado en Artes y Letras en Livingstone College, Salisbury, Carolina del Norte. Este fue su segundo doctorado y ocho doctorados honorarios por sus esfuerzos de toda la vida.
En 1980, a la edad de 80 años, Burke produjo su última obra monumental, una estatua de Martin Luther King Jr., instalada en el Parque Marshall en Charlotte, Carolina del Norte.
Además de las obras que se exhiben en la Galería Selma Burke de la Universidad Johnson C. Smith, en a Universidad Estatal de Winston-Salem, otras obras se pueden ver en el Museo Metropolitano de Arte, el Museo Whitney, el Museo de Bellas Artes del Spelman College,  y el Museo de Arte de Filadelfia.
Sus documentos y archivo se encuentran depositados en la colección del Spelman College.

## Vida privada
Se casó con un amigo de la infancia, Durant Woodward, en 1928, aunque quedó viuda menos de un año después. En 1935, conoció a quien se convertiría en su marido en dos ocasiones, el poeta, escritor y autor Claude McKay. Esta relación la ayudó a ampliar sus horizontes y conocimientos de las artes y la literatura que abarcaban Europa y África. El matrimonio finalizó en 1940. Luego se casó con el arquitecto Herman Kobbe, el matrimonio duró 15 años, hasta el fallecimiento de Kobbe en 1955. A partir de su matrimonio en 1949 comenzó a residir en la colonia de artistas de New Hope.

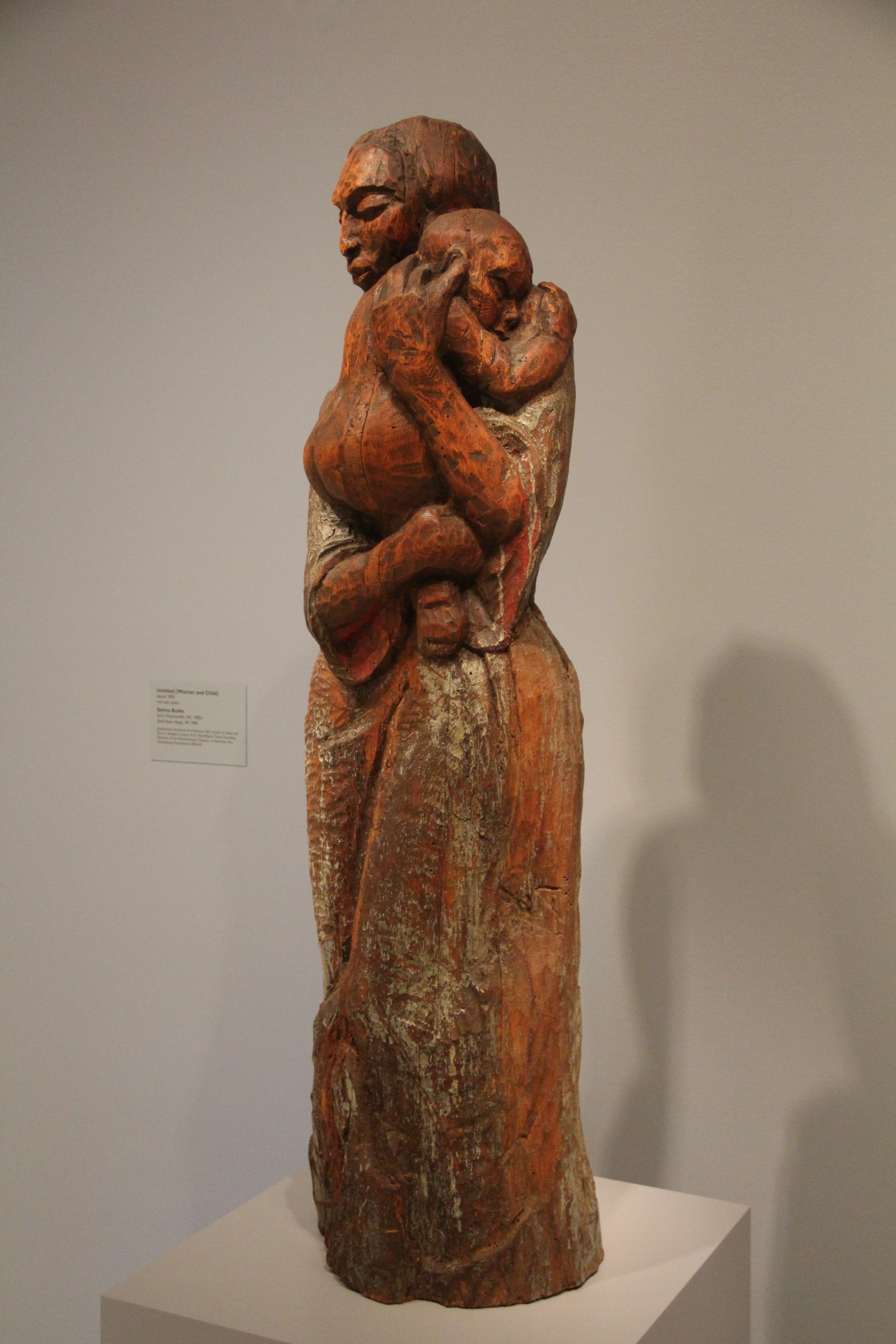
Obra de Selma Burke, sin título. ca. 1950, Smithsonian American Art Museum

Falleció a los 94 años, debido a un cáncer, el 29 de agosto de 1995 en New Hope, Pensilvania.

## Premios y reconocimientos
El presidente Jimmy Carter reconoció a Burke por sus contribuciones a la historia del arte afroamericano con el premio Women's Caucus for Art Lifetime Achievement Award en 1979.
Recibió un Premio Candace de la Coalición Nacional de 100 Mujeres Negras en 1983 .
En 1987 fue reconocida con el premio Pearl S. Buck Foundation Women's Award, por distinción profesional y devoción a la humanidad.
En 1988. Milton Shapp, entonces gobernador de Pensilvania, declaró el 29 de julio de 1975 como el Día de Selma Burke en reconocimiento a las contribuciones del artista al arte y la educación.
Obtuvo el premio Essence Magazine en 1989.
Designada miembro vitalicio del National Association for the Advancement of Colored People.
Burke fue miembro honorario de Delta Sigma Theta Sorority.